# Alexandre Grimaldi
Alexandre Grimaldi, né Éric Alexandre Stéphane Tossoukpé le 24 août 2003 à Paris, est le fils du prince Albert II de Monaco et de Nicole Coste. Il est né hors mariage et a été reconnu par le prince.

## Biographie
Alexandre Stéphane Grimaldi naît le 24 août 2003 à Paris,,. Il est le fils du prince Albert II de Monaco et de Nicole Tossoukpé (qui change son nom de famille en Coste le 10 novembre 2004), fille d'un exportateur de fruits de mer togolais.
Sa mère, Nicole Valérie Coste, est née le 6 décembre 1971 à Lomé au Togo, où elle a grandi ;  elle a été étudiante en France à l'âge de 17 ans, puis a été mannequin et hôtesse de l'air, et est aujourd'hui styliste. Elle a deux fils d'une précédente union. Elle était hôtesse de l'air dans un avion d'Air France, en route de la Côte d'Azur à Paris, en juillet 1997 lorsque le prince Albert, alors marquis des Baux, un passager, lui a demandé son numéro de téléphone, s'étant par la suite engagé dans une relation avec elle pendant plusieurs années jusqu'à ce que, prétendument, le père d'Albert, le prince Rainier III, ait exigé qu'il mette fin à cette relation.
Nicole Coste a déclaré à Paris Match qu'elle n'était tombée enceinte qu'après qu'une visite, pour célébrer son 31e anniversaire, se soit transformée en rendez-vous galant. Le prince Albert a rendu visite à la mère et à l'enfant en promettant, selon elle, de reconnaître légalement l'enfant après qu'un test ADN ait confirmé sa paternité. Ne l'ayant pas fait, Coste a offert l'interview et les photographies aux médias, moins d'un mois après la mort du prince Rainier. Le prince n'a fait aucun commentaire public sur les spéculations des médias, étant alors en deuil officiel après la mort de son père. Bien qu'il ait poursuivi Paris Match pour atteinte à la vie privée, il a reconnu la paternité de l'enfant dans une déclaration publiée par son avocat, Thierry Lacoste, le 6 juillet 2005. La décision des tribunaux français a finalement été invalidée devant la CEDH au nom de la protection de la liberté d'expression. Alexandre a ensuite adopté le seul nom de famille de son père, avec son accord, et a légalement changé son nom en Grimaldi en 2022.
Par son père, Alexandre Grimaldi est le demi-frère de Jazmin Grace Grimaldi (1992), de Gabriella de Monaco (2014) et de Jacques de Monaco (2014). Par sa mère, il a deux demi-frères.
Sa tante paternelle, Stéphanie de Monaco, est sa marraine.
Alexandre Grimaldi est étudiant et a refusé toutes les propositions de mannequinat qui lui avaient été faites, aspirant surtout à travailler avec son père et « à devenir un ambassadeur mondial de Monaco ».

## Statut à Monaco
Les enfants hors mariage ne peuvent pas figurer dans l'ordre de succession au trône monégasque selon l'article 10 de la Constitution de Monaco, qui précise que seuls les descendants « directs et légitimes » du monarque de Monaco (ou des frères et sœurs du monarque) peuvent hériter du trône. Alexandre Grimaldi n'est pas dynaste parce que, bien que reconnu par son père, ses parents biologiques ne se sont jamais mariés.
Le 26 octobre 2006, dans un entretien avec le journaliste américain Larry King, Albert II a déclaré que ses enfants nés hors mariage (Jazmin Grace Grimaldi et Alexandre Grimaldi) ne figurent pas dans l'ordre de succession du trône monégasque mais qu'ils seraient pris en charge financièrement. Ils sont également héritiers de la fortune personnelle du prince Albert II, estimée à plus d'un milliard de dollars.